# Nancy Poser
Nancy Poser (geboren 1. Dezember 1979 in Hoyerswerda) ist eine deutsche Juristin und Parabocciaspielerin. Die Richterin mit Behinderung setzt sich seit vielen Jahren für behinderte Menschen ein. Zusammen mit acht weiteren Klägern reichte sie im Juni 2020 Verfassungsbeschwerde gegen die Triage-Richtlinien ein, durch die sie ihre Grundrechte verletzt sehen.

## Leben und Wirken
Nach dem Abitur, das sie mit 1,0 abschloss, absolvierte Poser ein Jurastudium, das sie mit Prädikatsexamen abschloss. Seit 2006 ist sie Richterin, seit 2019 Betreuungsrichterin am Amtsgericht Trier.
Poser hat spinale Muskelatrophie. Sie ist aktiv im Behindertensport und Mitglied der deutschen Nationalmannschaft im Paraboccia. 2019 wurde sie in ihrer Startklasse deutsche Meisterin. Im November 2021 errang sie bei den Europameisterschaften im paralympischen Boccia in Sevilla eine Silbermedaille.

### Ehrenämter
Poser ist als Aufsichtsrätin in der Deutschen Hirntumorhilfe aktiv, zu deren Gründungsmitgliedern sie 1998 gehörte. Seit 2010 arbeitet sie im Forum behinderter Juristinnen und Juristen mit. An ihrem Wohnort Trier engagiert sie sich seit 2012 für Menschen mit Behinderung. Dort gehört sie dem Beirat für Menschen mit Behinderungen an, und von 2012 bis 2014 übte sie die ehrenamtliche Funktion der Behindertenbeauftragten der Stadt aus. 2016 war sie Gründungsmitglied der Aktionsplattform „AbilityWatch“.

### Einsatz für Teilhabe und Inklusion
2013 veröffentlichte sie in Betrifft Justiz einen Aufsatz mit dem Titel „Arm in Robe – Zur Umsetzung der UN-Behindertenrechtskonvention“, in dem sie ihre persönliche Situation beschrieb und Verbesserungen forderte. Aufgrund ihrer Behinderung benötigt sie eine 24-Stunden-Assistenz, zu deren Finanzierung sie einen Teil ihres Einkommens an das Sozialamt abgeben musste, wodurch ihr Lebensstandard auf Hartz IV-Niveau abgesenkt wurde.
Poser brachte sich prägend in die Diskussionen um das Bundesteilhabegesetz ein, das im Herbst 2016 verabschiedet wurde. Von 2014 bis 2016 war sie Sachverständige bei Anhörungen des Bundestagsausschusses für Arbeit und Soziales. Sie beteiligte sich außerdem an der Organisation bundesweiter Kampagnen und an der Einbringung von Änderungsvorschlägen zum geplanten Gesetz.

### Triage – Verfassungsbeschwerde
Gemeinsam mit acht weiteren Klägern hat Poser im Juni 2020 Verfassungsbeschwerde gegen die von der Deutschen Interdisziplinären Vereinigung für Intensiv- und Notfallmedizin (DIVI) im März erarbeiteten Leitlinien für die Triage eingelegt, da sie durch diese ihre Grundrechte eingeschränkt sehen. Vor allem soll mit der Klage erreicht werden, dass der Gesetzgeber verpflichtet wird, die Frage der Triage zu regeln und diese sich nicht nur nach den Empfehlungen medizinischer Fachgesellschaften richtet. Die Kläger werden von Oliver Tolmein von der Kanzlei Menschen und Rechte vertreten. Der Antrag auf einstweilige Anordnung wurde im Juli 2020 abgelehnt, aber das Bundesverfassungsgericht stellte fest, dass die Verfassungsbeschwerde weder von vornherein unzulässig noch offensichtlich unbegründet sei. Im Dezember 2021 gab das Gericht der Verfassungsbeschwerde statt. Es sah den Gesetzgeber in der Pflicht, jede Benachteiligung Behinderter wirksam zu verhindern. Er sei gehalten, „seiner Handlungspflicht unverzüglich durch geeignete Vorkehrungen nachzukommen.“

## Ehrung
Im Jahr 2019 wurde Poser für ehrenamtliches Engagement im Bereich Inklusion und Teilhabe von Menschen mit Behinderungen der Verdienstorden des Landes Rheinland-Pfalz verliehen.